# Great Scarcies
Der Great Scarcies (Sierra Leone) bzw. Kolenté (Guinea) ist ein Fluss in Westafrika.

## Verlauf
Der Fluss entspringt im Bergland Fouta Djallon, 40 Kilometer nördlich von Kindia in Guinea. Er bildet über 101 Kilometer die natürliche Grenze zwischen Guinea und Sierra Leone. Weitere 72 Kilometer fließt er nur durch die Provinzen Northern und North West in Sierra Leone, ehe er in den Atlantik mündet.
Das Mündungsgebiet ist, gemeinsam mit dem Little Scarcies, als Naturschutzgebiet bzw. Meeresschutzgebiet ausgewiesen.
Der Great Scarcies bildet mit seinen Mangroven und Überschwemmungsgebieten eine wichtige Lebensgrundlage für die Temne und die Orte Kambia, Rokupr und Mambolo.

## Einzugsgebiet
Je nach Quelle wird das Einzugsgebiet mit Werten zwischen 8303 und 12.035 km² angegeben. Es befindet sich zu etwa zwei Drittel in Guinea und zu einem in Sierra Leone.